# キシャン
キシャン（満洲語: ᡣᡞᡧᠠᠨ　転写：kišan、琦善、きぜん、1786年1月18日（乾隆50年12月19日） - 1854年8月3日（咸豊4年閏7月10日））は、清の官僚。字は静庵。ボルジギト氏、満州正黄旗人。

## 生涯
父のチェンデ（Cende、成徳）は杭州将軍や熱河都統を歴任し、その功でキシャンは嘉慶11年（1806年）に刑部員外郎となった。その後布政使や巡撫などの職を歴任し、直隷総督・文淵閣大学士に至った。道光20年（1840年）の阿片戦争の際には林則徐の後任として両広総督となる。キシャンはイギリス艦隊の装備の充実ぶりを見て、砲台の守備軍を撤退させてイギリス軍と交渉を行った。こうして香港の割譲と600万両の賠償金を内容とする川鼻仮条約が調印されたが、道光帝は香港の割譲に激怒してキシャンを罪に問うて罷免した。
道光22年（1842年）、アヘン戦争が終結すると復権し、駐箚大臣としてラサに派遣された。咸豊2年（1852年）、太平天国の乱鎮圧の欽差大臣に任命され、江蘇省の防衛のために揚州近郊に江北大営を建設して騎兵・歩兵1万8千人を配置した。咸豊4年（1854年）、陣中で死去。文勤の諡号が贈られた。